# Суньское сельское поселение
Суньское се́льское поселе́ние — муниципальное образование в Мамадышском районе Татарстана Российской Федерации.
Административный центр — село Малая Сунь.

## История
Статус и границы сельского поселения установлены Законом Республики Татарстан от 31 января 2005 года № 35-ЗРТ «Об установлении границ территорий и статусе муниципального образования "Мамадышский муниципальный район" и муниципальных образований в его составе».

## Население
| 2010 | 2011  | 2012  | 2013  | 2014  | 2015  | 2016 |
| ---- | ----- | ----- | ----- | ----- | ----- | ---- |
| 1128 | ↘1122 | ↘1071 | ↘1048 | ↘1027 | ↘1005 | ↘977 |
| 2017 | 2018  |       |       |       |       |      |
| ↘946 | ↘929  |       |       |       |       |      |

## Состав сельского поселения
| № | Населённый пункт | Тип населённого пункта       | Население |
| - | ---------------- | ---------------------------- | --------- |
| 1 | Верхняя Сунь     | село                         |           |
| 2 | Малая Сунь       | село, административный центр |           |
| 3 | Средняя Сунь     | деревня                      |           |